# 35xxxv
Albums de One Ok Rock
Jinsei×Boku=
(2013) Ambitions
(2017)
Singles
1. Mighty Long Fall/Decision
Sortie : 30 juillet 2014
2. Cry Out
Sortie : 11 février 2015
3. Last Dance
Sortie : 25 septembre 2015
4. The Way Back
Sortie : 2 octobre 2015

35xxxv (lu trente-cinq ou Sātīfaibu) est le septième album studio du groupe de rock japonais One Ok Rock,. Il a été publié le 11 janvier 2015. C'est leur premier album enregistré à l'étranger, principalement aux États-Unis. Mighty Long Fall est la chanson thème du film de suite 2014 Rurouni Kenshin: Kyoto Inferno, tandis que Heartache a été utilisé pour le troisième film, Rurouni Kenshin: The Legend Ends. Mighty Long Fall a culminé à la deuxième place du Billboard Japan Hot 100 et y est resté 17 semaines.
La version limitée de l'album en pré-commande, accompagnée d'un DVD de la performance acoustique du groupe pour les chansons Mighty Long Fall et Decision, s'est vendue immédiatement avant la fin de l'année 2014.
Le 28 février 2015, l'album a atteint la 11e place du Billboard Heatseekers Albums. Ce classement s'adresse aux musiciens nouveaux et à venir, qui est généralement une étape vers le Billboard 200 ou le Billboard Hot 100. La même semaine, il a culminé à la 43e place du Billboard Independent Albums. Il a ensuite culminé à la 23e place du Billboard Hard Rock Albums Chart et a atteint la 1ère place sur le Billboard World Albums Chart.
Une version anglaise de l'album est sortie aux États-Unis sur Warner Bros Records le 25 septembre 2015 avec deux titres bonus exclusifs pour ce pays.

## Contexte et développement
Le groupe commence à enregistrer l'album en janvier 2014 à Los Angeles, aux États-Unis. Il a été enregistré lors de leur première tournée à Los Angeles et à New York. Ils ont travaillé avec John Feldmann et Chris Lord-Alge.
Le 12 janvier 2014, leur producteur John Feldmann annonce sur Twitter que One Ok Rock avait déjà commencé à enregistrer leur nouvel album. Le titre de l'album, 35xxxv, est issu du numéro "35" qui était considéré comme le nombre porte-bonheur du groupe car ils ne cessaient de voir le numéro pendant l'enregistrement de l'album aux États-Unis,.
Leur premier extrait de l'album à venir, Mighty Long Fall, est la chanson-thème de la suite du film Rurouni Kenshin. One Ok Rock sort le nouveau single Mighty Long Fall / Decision le 30 juillet 2014. La chanson Decision est la chanson thème de leur film documentaire Fool cool rock. Un clip de Decision paru le 20 août 2014 contient une compilation de la dernière tournée en Europe et en Asie. Ils ont également révélé la chanson thème d'une autre suite de Rurouni Kenshin intitulée Heartache.
En septembre 2014, One Ok Rock a organisé un concert de deux jours au stade de Yokohama devant 60 000 personnes appelé Mighty Long Fall Live at Yokohama Stadium 2014. Il s'agissait de leur première prestation dans un stade, retransmise en direct sur WOWOW. Ils ont joué plus de vingt chansons, dont trois nouvelles et une reprise de A Thousand Miles de Vanessa Carlton.

## Promotion
One Ok Rock a publié le clip de Mighty Long Fall le 22 juin 2014. Le 19 août 2014, ils sortent une compilation de séquences de la tournée Who are you?? Who are we?? et mixé avec la chanson Decision. Malgré la présence dans le film Rurouni Kenshin: The Legend Ends qui est sorti en septembre 2014, la chanson Heartache n'est pas officiellement sortie avant la sortie de l'album. Le 14 janvier 2015, l'album pourrait être pré-commandé sur iTunes, avec la chanson Cry out, dont le clip sort le 20 janvier 2015.

## Liste des titres
| No  | Titre                                                                                            | Auteur                                                   | Durée |
| --- | ------------------------------------------------------------------------------------------------ | -------------------------------------------------------- | ----- |
| 1.  | 3xxxv5                                                                                           | Taka                                                     | 1:41  |
| 2.  | Take Me to the Top                                                                               | - Taka - Colin Brittain                                  | 3:15  |
| 3.  | Cry Out                                                                                          | - Taka - Colin Brittain                                  | 3:48  |
| 4.  | Suddenly                                                                                         | - Taka - Toru                                            | 3:03  |
| 5.  | Mighty Long Fall                                                                                 | - Taka - Toru - Tomoya - Ryota - John Feldmann           | 4:03  |
| 6.  | Heartache                                                                                        | - Taka - Arnold Lanni                                    | 4:24  |
| 7.  | Memories                                                                                         | - Taka - Jordan Schmidt                                  | 3:21  |
| 8.  | Decision                                                                                         | - Taka - John Feldmann                                   | 3:44  |
| 9.  | Paper Planes (avec Kellin Quinn de Sleeping with Sirens)                                         | - Taka - John Feldmann - Nicholas Furlong - Kellin Quinn | 3:20  |
| 10. | Good Goodbye                                                                                     | - Taka - Colin Brittain                                  | 3:44  |
| 11. | One by One                                                                                       | - Taka - John Feldmann                                   | 3:39  |
| 12. | Stuck in the Middle                                                                              | - Taka - Toru - Tomoya - Ryota - John Feldmann           | 3:32  |
| 13. | Fight the Night (finit à 4:16; suivi par 6:09 de silence, puis par la chanson cachée Gerogeropā) | - Taka - Jude Cole                                       | 13:20 |

## Édition Deluxe
En juillet 2015, One Ok Rock a officiellement annoncé avoir signé avec Warner Bros Records et prévu de rééditer 35xxxv dans une édition "Deluxe", contenant tous les titres en anglais, le 25 septembre 2015. Cette édition contient une jaquette d'album noire et comprend deux nouveaux morceaux, Last Dance et The Way Back. Afin de promouvoir leurs débuts aux États-Unis, le groupe a effectué une tournée nord-américaine à l’automne 2015 dans quelques villes sélectionnées en tête d'affiche, avec d'autres artistes comme All Time Low et Sleeping with Sirens dans plusieurs villes américaines. One Ok Rock aura également par la suite une tournée mondiale en Europe et en Asie.
Au cours de la semaine du 17 octobre 2015, l'edition Deluxe de 35xxxv a fait ses débuts au 20e rang du Billboard Heatseekers Albums et sa position la plus haute a été la 17e place.

### Liste des titres
| No  | Titre                                                    | Auteur                                                   | Durée |
| --- | -------------------------------------------------------- | -------------------------------------------------------- | ----- |
| 1.  | 3xxxv5                                                   | Taka                                                     | 1:41  |
| 2.  | Take Me to the Top                                       | - Taka - Colin Brittain                                  | 3:15  |
| 3.  | Cry Out                                                  | - Taka - Colin Brittain                                  | 3:48  |
| 4.  | Suddenly                                                 | - Taka - Toru                                            | 3:03  |
| 5.  | Mighty Long Fall                                         | - Taka - Toru - Tomoya - Ryota - John Feldmann           | 4:03  |
| 6.  | Heartache                                                | - Taka - Arnold Lanni                                    | 4:24  |
| 7.  | Memories                                                 | - Taka - Jordan Schmidt                                  | 3:21  |
| 8.  | Decision                                                 | - Taka - John Feldmann                                   | 3:44  |
| 9.  | Paper Planes (avec Kellin Quinn de Sleeping with Sirens) | - Taka - John Feldmann - Nicholas Furlong - Kellin Quinn | 3:20  |
| 10. | Good Goodbye                                             | - Taka - Colin Brittain                                  | 3:44  |
| 11. | One by One                                               | - Taka - John Feldmann                                   | 3:39  |
| 12. | Stuck in the Middle                                      | - Taka - Toru - Tomoya - Ryota - John Feldmann           | 3:32  |
| 13. | Fight the Night                                          | - Taka - Jude Cole                                       | 4:16  |
| 14. | Last Dance                                               | - Taka - Jude Cole                                       | 3:49  |
| 15. | The Way Back                                             | - Taka - John Feldmann                                   | 3:02  |

## Classements

### Album
| Classement (2015)                 | Top position |
| --------------------------------- | ------------ |
| Japanese Albums (Oricon)          | 1            |
| Japanese Albums (Billboard Japan) | 1            |
| US Hard Rock Albums (Billboard)   | 23           |
| US Heatseekers Albums (Billboard) | 11           |
| US Heatseekers Albums (Billboard) | 17           |
| US Independent Albums (Billboard) | 43           |
| US World Albums (Billboard)       | 1            |

### Singles
| Titre            | Année | Top positions | Top positions |
| Titre            | Année | JPN Oricon    | JPN Billboard |
| ---------------- | ----- | ------------- | ------------- |
| Mighty Long Fall | 2014  | 2             | 2             |
| Decision         | 2014  | 2             | 12            |
| Cry Out          | 2015  | —             | 15            |
| Last Dance       | 2015  | —             | 93            |
| The Way Back     | 2015  | —             | 6             |

### Autres pistes classées
| Titre     | Année | Top positions |
| Titre     | Année | JPN Billboard |
| --------- | ----- | ------------- |
| Heartache | 2015  | 43            |

## Interprètes
- Takahiro "Taka" Moriuchi : chant
- Tōru Yamashita : guitare
- Ryota Kohama : basse
- Tomoya Kanki : batterie, percussions